# Зама (Тунис)
Зама — небольшой населённый пункт в современном Тунисе, известный прежде всего тем, что здесь произошла знаменитая Битва при Заме, в которой 19 октября 202 года до н. э. Сципион Африканский победил Ганнибала, тем самым завершив Вторую Пуническую войну. После этого начался закат Древнего Карфагена и началась эпоха гегемонии Рима в Средиземноморье.

## Место битвы
Вероятно битва происходила не у самой Замы, а в некотором отдалении. Полибий утверждал, что Ганнибал сначала действительно устроил лагерь своей армии около Замы. Но вскоре, накануне битвы, он переместился вместе с войском в другое место. Тит Ливий в свою очередь говорил, что лагерь Сципиона, возле которого произошла битва, находился в Нараггаре, современном Сакиете Сиди Юсефе, на границе между Тунисом и Алжиром.

## Зама Регия
В древности на землях Северной Африки, которые позднее вошли в римскую провинцию Африка, существовало несколько городов под названием Зама. Замой, которую упоминали в связи со знаменитой битвой, скорее всего, следует считать городок Зама Регия, упомянутый в отчёте Гая Саллюстия Криспа о войне с Югуртой как неудачно осаждённый Квинтом Цецилием Метеллом Нумидийским укреплённый пункт. Позже, Зама Регия стала столицей Юбы I Нумидийского (60-46 до н. э.).  «Царь Юба обнес двойной стеною и учредил в нем свою резиденцию. В двадцати милях от него есть городок Исмук, земельные владения которого окаймлены невероятной границей», (М.В. Поллион «10 rкниг об Архитектуре», книга VII, гл 3, п24). Именно поэтому в итоге за городком закрепилось название Зама Регия (Королевская Зама). 
В свою очередь британский историк Скалард считает более вероятным, что город получил название «Регия» ещё до разрушения Карфагена. Потому что по некоторым данным этот населённый пункт не находился под непосредственным контролем карфагенян и принадлежал Нумидийскому царству.
В 41 г. до н. э. Зама Регия была захвачена Титом Секстием, который ранее был одним из легатов Юлия Цезаря в Галлии, а затем стал проконсулом провинции Африка по поручению Второго Триумвирата. В качестве римского города Зама Регия упоминается в надписи, найденной в Риме: «Колония Элия Адриана Августа Зама Регия». Это указывает, что при императоре Адриане город был в статусе римской колонии, то есть там селились граждане Рима, скорее всего вышедшие в отставку легионеры. Зама Регия (Zama Regia) упоминается также в Tabula Peutingeriana (Пейтингерова скрижаль).

## Зама Большая и Зама Малая
Полибий использовал греческое название Ζάμα Μείζων, соответствующее латинскому Zama Maior и подразумевающее, что существовало два населённых пункта: Зама Большая и Зама Малая (Zama Minor).

### Епархия
Примерно с третьего века город был резиденцией христианского епископства. Епископ Большой Замы по имени Диалог был на Карфагенском соборе (411 г.), а епископ Малой Замы по имени Марцелла принимал участие в Карфагенском Соборе 255 г.

## Локализация
Принято считать, что историческая Зама находилась на месте современного поселения Джама в Тунисе, в 30 километрах к северу от Мактара, и к северо-западу от Силианы.
В найденной здесь надписи упоминается «Zama M…», которую часто интерпретируют как «Zama Maior». В результате археологических раскопок Джамы была обнаружена ещё одна частично сохранившаяся надпись, которая убедительно указывает, что это «Zama Regia».
К другим местам, которые принимаются во внимание, относятся Сиди-Абд-эль-Джедиди, расположенный в 40 километрах к востоку от Джамы, и Себаа Биар.